# Engels lepelblad
Engels lepelblad (Cochlearia officinalis subsp. anglica, synoniem: Cochlearia anglica) is een ondersoort uit de kruisbloemenfamilie (Brassicaceae). De plant komt vooral voor aan kwelders en zeedijken.

## Plantengemeenschap
Engels lepelblad is een kensoort voor de zeeaster-klasse (Asteretea tripolii), een groep van plantengemeenschappen van zilte tot brakke gronden van buitendijkse terreinen in estuaria.